# Alfred Hitchcock präsentiert
Alfred Hitchcock präsentiert (auch Alfred Hitchcock zeigt, Originaltitel: Alfred Hitchcock Presents, ab 1962 The Alfred Hitchcock Hour) war eine von Alfred Hitchcock produzierte wöchentliche Fernsehreihe, die vom 2. Oktober 1955 bis 1965 vom US-amerikanischen Fernsehsender CBS (von 1960 bis 1962 und 1965 von NBC) ausgestrahlt wurde. Insgesamt gab es von Alfred Hitchcock Presents 266 Episoden in 268 halbstündigen Folgen (eine Geschichte wurde in drei Folgen ausgestrahlt), von The Alfred Hitchcock Hour gab es 93 einstündige Folgen.
Von 1985 bis 1989 wurde eine Neuauflage der Serie ausgestrahlt.

## Hintergrund
Die Serienfolgen begannen mit einem stilisierten Schattenriss von Hitchcocks Gesicht, zu dem als Titelmusik Charles Gounods Trauermarsch für eine Marionette d-moll gespielt wurde. Gezeigt wurden Kriminalgeschichten in der Tradition Edgar Allan Poes mit oft melodramatischem oder mysteriösem Charakter und mit oft makaberer Pointe, die in der Regel auf literarischen Vorlagen, meist Kurzgeschichten, basierten. In jeder Folge gab es zu Beginn einen Auftritt von Alfred Hitchcock, der sich an das Publikum wandte und eine kurze Geschichte, einen Witz, eine Anekdote oder einen Kommentar zur folgenden Geschichte oder sogar zum folgenden Werbespot zum Besten gab. Diese Auftritte hatten immer einen humorigen, oft makaberen Einschlag. Geschrieben wurden diese Kurzauftritte sämtlich von dem Bühnenautor James B. Allardice.
Alfred Hitchcock gab der Reihe seinen Namen, spielte die Kurzauftritte und inszenierte persönlich zwischen 1955 und 1962 18 Folgen. Ansonsten nahm er die Drehbücher ab, überließ das Tagesgeschäft jedoch der ausführenden Produzentin, seiner früheren persönlichen Assistentin Joan Harrison, sowie den jeweiligen Regisseuren. Koproduzent der Reihe wurde der Schauspieler Norman Lloyd, der bereits Jahre zuvor für Hitchcock gearbeitet hatte. Harrison und Lloyd waren verantwortlich für die Auswahl der Stoffe. Lloyd inszenierte einige Folgen der Serie selbst und wurde 1963 Nachfolger von Joan Harrison, als diese nach der Heirat mit dem Schriftsteller Eric Ambler als ausführende Produzentin aus der Serie ausstieg.
Zwischen 1955 und 1960 gehörte Alfred Hitchcock Presents in den Vereinigten Staaten jeweils zu den beliebtesten Fernsehsendungen.
Die Folge „The Sorcerer’s Apprentice“ erschien auf Wunsch eines Sponsors nicht bei der Originalausstrahlung auf NBC, sie wurde jedoch an lokale Fernsehsender lizenziert.

## Von Alfred Hitchcock inszenierte Folgen
Hitchcock inszenierte insgesamt 18 Folgen der Reihe selbst, wobei er sich die Drehbücher üblicherweise selbst aussuchte, nachdem Joan Harrison eine Vorauswahl übernommen hatte. Eine Mitarbeit Hitchcocks am Drehbuch fand im Gegensatz zu seinen Kinofilmen nicht statt. Die Dreharbeiten für eine von Hitchcock inszenierte Folge betrugen zwei oder drei Tage (bei allen anderen Folgen üblicherweise ein oder zwei Tage).
(bis 1961: Alfred Hitchcock Presents; 1962: The Alfred Hitchcock Hour)
- 1955: Rache (Revenge) – mit Vera Miles
- 1955: Zusammenbruch/Scheintot (Breakdown) – mit Joseph Cotten, Aaron Spelling
- 1955: Der Doppelgänger/Einen Doppelten für Mr. Pelham (The Case of Mr. Pelham) – mit Tom Ewell
- 1956: Maßarbeit (Back for Christmas) – mit John Williams
- 1956: Nasser Samstag (Wet Saturday) – mit Cedric Hardwicke, John Williams
- 1956: Mr. Blanchards Geheimnis/Der geheimnisvolle Nachbar (Mr. Blanchard’s Secret)
- 1957: Die Leiche im Kofferraum/Nur noch eine Meile (One More Mile to Go)
- 1957: Das perfekte Verbrechen (The Perfect Crime) – mit Vincent Price
- 1958: Mordwaffe: Lammkeule (Lamb to the Slaughter) – mit Barbara Bel Geddes
- 1958: Ein Sprung in den Teich/Ein riskanter Sprung (Dip in the Pool) – mit Keenan Wynn, Fay Wray
- 1958: Die Schlange im Bett (Poison) – mit Wendell Corey
- 1959: Banquo’s Chair – mit John Williams, Reginald Gardiner
- 1959: Ein Fressen für die Hühner (Arthur) – mit  Laurence Harvey, Patrick Macnee
- 1959: Der Kristallgraben (The Crystal Trench) – mit Werner Klemperer, Patrick Macnee
- 1960: Treue um Treue (Mrs. Bixby and the Colonel’s Coat) – mit Howard Caine
- 1961: Der Pferdewetter (The Horseplayer) – mit Claude Rains
- 1961: Peng! Du bist tot! (Bang! You’re Dead)
- 1962: Der letzte Zeuge (I Saw the Whole Thing) – mit John Forsythe

## Stab

### Darsteller
Folgende bekannte Schauspieler traten, zum Teil mehrfach, in der Serie auf:
- Neile Adams
- Edward Andrews
- Ed Asner
- Charles Bronson
- Art Carney
- Barbara Bel Geddes
- John Cassavetes
- Patricia Collinge
- Joseph Cotten
- Bette Davis
- Mildred Dunnock
- Judith Evelyn
- Peter Falk
- Joan Fontaine
- John Forsythe
- Lorne Greene
- Edmund Gwenn
- Cedric Hardwicke
- Robert H. Harris
- Charles Herbert
- Patricia Hitchcock
- Peter Lorre
- Patrick Macnee
- Walter Matthau
- Biff McGuire
- Steve McQueen
- Vera Miles
- Roger Moore
- Mildred Natwick
- Robert Newton
- Leslie Nielsen
- Jeanette Nolan
- Vincent Price
- Claude Rains
- Robert Redford
- William Shatner
- Dick Van Dyke
- John Williams
- Joanne Woodward

### Regie
Innerhalb der Serie gab es eine Reihe von Regisseuren, die über eine bestimmte Zeitspanne eine Reihe von Episoden inszenierten. Zu ihnen gehörte unter anderem der Schauspieler Paul Henreid, der in Casablanca den Widerstandskämpfer Victor Laszlo spielte. Die Regisseure mit den meisten Beiträgen für die Serie waren:
- Robert Stevens (42 (bzw. 44) Folgen für Alfred Hitchcock Presents)
- Herschel Daugherty (24 Folgen für Alfred Hitchcock Presents, 3 Folgen für The Alfred Hitchcock Hour)
- Paul Henreid (28/1)
- Norman Lloyd (19/3)
- Alan Crosland junior (16/3)
- Arthur Hiller (17/–)
- John Brahm (9/5)
- Alf Kjellin (11/1)
- James Neilson  (12/–)
- Bernard Girard (3/8)
- Justus Addis (8/–)
- Robert Stevenson (7/–)
- Don Taylor (7/-)

Neben Paul Henreid inszenierte mit Ida Lupino ein weiterer Star des klassischen Hollywoodkinos zwei Folgen der Serie.
Darüber hinaus wurden einzelne Folgen von seinerzeit unbekannten Regisseuren inszeniert, die anschließend erfolgreiche Hollywoodregisseure wurden, beispielsweise von Sydney Pollack (zwei Beiträge für The Alfred Hitchcock Hour), Robert Altman (zwei Beiträge für Alfred Hitchcock Presents) und William Friedkin (ein Beitrag für The Alfred Hitchcock Hour).

### Literarische Vorlagen, Drehbuch
Insgesamt 41 Filme der Serie basierten auf Vorlagen des Autors Henry Slesar. Für die meisten Umsetzungen seiner Geschichten schrieb Slesar darüber hinaus auch das Drehbuch, ebenso für fünf weitere Folgen, bei denen die Vorlage nicht von ihm stammte. Weitere Autoren, von denen mehrfach Geschichten verwendet wurden, waren Roald Dahl, der auch für eine seiner Geschichten – Mordwaffe: Lammkeule (Lamb to the Slaughter) – das Drehbuch schrieb, Cornell Woolrich und Robert Bloch, der auch die literarische Vorlage zu Hitchcocks Spielfilm Psycho geschrieben hatte. Auch von Eric Ambler und Patricia Highsmith, Autorin des von Hitchcock 1951 verfilmten Romans Zwei Fremde im Zug, wurde je eine Kurzgeschichte verfilmt. Von Thomas Burke stammte die Vorlage Hände des Grauens (The Hands of Mr. Ottermole) für das gleichnamige Folge vom 5. Mai 1957, gedreht von Robert Stevens.

## Auszeichnungen
- Alfred Hitchcock Presents wurde für elf Emmy Awards nominiert, darunter viermal für die Auszeichnung als beste Serie. Alfred Hitchcock wurde als Regisseur von „Mordwaffe: Lammkeule“ (Lamb to the Slaughter) für einen Emmy nominiert. Dreimal erhielt die Serie einen Emmy.
- 1958 erhielt Alfred Hitchcock Presents einen Golden Globe als beste Fernsehsendung.
- Alfred Hitchcock Presents wurde 1955, 1956 und 1960, The Alfred Hitchcock Hour 1963 als Best Mystery Programm mit einem Television Champion Award ausgezeichnet, einem Fernsehpreis, der durch die Wahl amerikanischer Fernsehkritiker vergeben wurde.